# Boiștea (okręg Bacău)
Boiștea – wieś w Rumunii, w okręgu Bacău, w gminie Căiuți. W 2011 roku liczyła 179 mieszkańców.